# Jean II de Rougé
Jean II de Rougé, seigneur de la Motte-Glain est issu de la maison de Rougé.
Fils de Jean Ier de Rougé, et de Philippine de Saffré, petit-fils d’Olivier IV de Rougé, il fait partie des seigneurs qui, en 1340, portent secours à Alphonse, roi de Castille, attaqué par les musulmans de Grenade et du Maroc.
Il se trouve à la bataille de Tarifa, gagnée par le roi Alphonse le 29 octobre 1340, et au siège d'Algésiras, qui dura 20 mois.